# 卢亨求
卢亨求（노형구，1992年4月29日—），韩国足球运动员。

## 俱乐部生涯
卢亨求曾入选过韩国国少队，2011年加盟韩国K联赛水原三星藍翼。2011年6月29日，他在韩国联赛杯水原三星藍翼客场对阵济州联的比赛首发出场，上演职业生涯首秀。 但他一直没有得到联赛出场机会，2012赛季结束后离开球队。
2013年4月，他转投日本J2联赛熊本深红。 在2013赛季，他未能在任何正式比赛中出场，11月底合同期满离队。
2014年2月，首次升入中国顶级联赛的哈尔滨毅腾在转会窗口最后一天宣布签入卢亨求。 但是，卢亨求的状态无法达到中超比赛的要求，5月份离开球队，没有留下正式比赛的出场记录。